# Leporinus holostictus
Leporinus holostictus är en fiskart som beskrevs av Cope, 1878. Leporinus holostictus ingår i släktet Leporinus och familjen Anostomidae. Inga underarter finns listade i Catalogue of Life.